# Ramphotyphlops adocetus
Ramphotyphlops adocetus — вид змій родини сліпунів (Typhlopidae). Ендемік Федеративних Штатів Мікронезії. Описаний у 2012 році.

## Поширення і екологія
Ramphotyphlops adocetus відомі за двома зразками, зібраними на атолі Ант в архіпелазі Каролінських островів.